# Ярапензя-Яха
Ярапензя-Яха (устар. Яра-Пезе-Яха) — река в России, протекает по Ямало-Ненецкому АО. Устье реки находится в 44 км по левому берегу реки Хэяха. Длина реки составляет 44 км.

## Данные водного реестра
По данным государственного водного реестра России относится к Нижнеобскому бассейновому округу, водохозяйственный участок реки — Обь от города Салехард и до устья, речной подбассейн реки — бассейны притоков Оби ниже впадения Северной Сосьвы. Речной бассейн реки — (Нижняя) Обь от впадения Иртыша.
Код объекта в государственном водном реестре — 15020300212115300034500.